# María José Segarra
María José Segarra Crespo (Madrid, 1963) es una jurista española, que entre junio de 2018 y enero de 2020 sirvió como fiscal general del Estado. Inició su carrera en la fiscalía en 1987. De 2004 a 2018 estuvo al frente de la Fiscalía de Sevilla.

## Trayectoria
Se licenció en derecho por la Universidad Autónoma de Madrid. Ingresó en la carrera fiscal el 14 de septiembre de 1987 destinada a la Audiencia Territorial de Barcelona prestando servicio en los juzgados de San Baudilio de Llobregat, Sabadell y Barcelona además de ser coordinadora del Servicio de Menores.
En 1993 se trasladó a Sevilla y en 2004, cuando tenía cuarenta y un años de edad, fue nombrada fiscal jefe de Sevilla con Cándido Conde Pumpido al frente de la Fiscalía General del Estado convirtiéndose en la segunda fiscal jefe más joven de España y la tercera mujer en alcanzar una jefatura en esta profesión. Se mantuvo al frente de la fiscalía provincial andaluza en los dos Gobiernos de José Luis Rodríguez Zapatero y los de Mariano Rajoy. Fue renovada por última vez en 2015 bajo el mandato de Consuelo Madrigal en la FGE. Al frente de esta fiscalía afrontó juicios como el de Marta del Castillo además de la coordinación con la Fiscalía Anticorrupción para los ERE e Invercaria. También ha destacado su trabajo creando y reforzando el grupo de fiscales de delitos económicos, además de centrarse igualmente en potenciar la sección de Violencia sobre la Mujer.
En marzo de 2018 fue designada miembro del Consejo Fiscal, ocupando una de las nueve plazas de vocales del órgano consultivo que asesora a la Fiscalía General del Estado. Durante su candidatura, impulsada por la Unión Progresista de Fiscales, señaló la importancia del despliegue territorial de las fiscalías, el desarrollo digital y denunció las escasas plantillas en las secretarías de las fiscalías.
El 15 de junio de 2018, fue designada por el Consejo de Ministros al frente de la Fiscalía General del Estado en sustitución de Julián Sánchez Melgar. El nombramiento de Segarra fue avalado por el Consejo General del Poder Judicial. Fue nombrada el 29 de junio y prometió el cargo ante el rey el 3 de julio de 2018.
El 14 de enero de 2020, el Consejo de Ministros aprobó su cese, haciéndose efectivo el 15 de enero.
Pertenece a la Unión Progresista de Fiscales, de cariz progresista.